# Giovanni da Capistrano
Giovanni da Capistrano (kroatiska: Ivan Kapistran, ungerska: János Kapisztrán), född 24 juni 1386 i Capestrano, Abruzzi, kungadömet Neapel, död 23 oktober 1456 i Ilok, dagens Kroatien, var en italiensk franciskanmunk, teolog och inkvisitor. Romersk-katolska kyrkan vördar honom som helgon, med festdag den 23 oktober. Han är skyddshelgon för jurister.

## Biografi
Giovanni da Capistrano föddes i den lilla byn Capestrano i Abruzzi, i en familj som anlänt till Italien med angevinerna. Han levde först ett världsligt liv, studerade juridik i Perugia för Pietro de Ubaldis, gifte sig, blev Perugias guvernör och var en framstående magistrat; som sådan tog han del i den pågående striden de italienska småstaterna förde. Han sändes av kung Ladislaus som ambassadör till Sigismondo Malatesta och tillfångatogs och hölls fängslad.
Sedan han förlorat sin unga hustru och sin förmögenhet, inträdde han och Giacomo della Marca under påverkan från Bernardinus av Siena år 1416 i franciskanorden. Giovanni da Capistrano hängav sig omedelbart åt den strängaste asketism, och försvarade våldsamt den krävande klosterordningen. Med tiden prästvigdes han i sin orden, och han hade då fått lära sig predika genom att åtfölja Bernardinus. Han gjorde sig känd både som predikant och som undergörare; det berättas att han helade två tusen sjuka personer vid ett och samma tillfälle.
Påvarna Eugenius IV och Nicolaus V anförtrodde honom flera uppdrag, som han genomförde med stor iver. Han sändes till Milano och Burgund för att försvara påven mot motpåven Felix V, till kungen av Frankrike, och som apostolisk nuntie till Österrike; Giovanni da Capistrano verkade under alla dessa missioner ihärdigt mot allt som stred mot Katolska kyrkans dogmer, särskilt husiterna. Han förde under detta flera inför rätta, förutom husiterna, judarna på Sicilien och i Moldavien och Fraticelli i Ferrara. Han skrev dessutom många böcker, och var Bernardinus behjälplig i att reformera franciskanorden; bland annat stödde han Coletta di Corbie i hennes reformering av klarissorna. Som teolog företrädde han påvens absoluta makt över konciliarismen.
År 1454 deltog han vid mötet i Frankfurt där det beslutades att ett korståg skulle företas mot turkarna för att befria Ungern. Han följde János Hunyadi fälttåget igenom och deltog i belägringen av Belgrad. Han avled strax därefter.
Han saligförklarades 1650 och helgonförklarades 1690.

### Webbkällor
- ”St. John Capistran”. Catholic Encyclopedia. New Advent. http://www.newadvent.org/cathen/08452a.htm. Läst 24 oktober 2017.
- ”San Giovanni da Capestrano, sacerdote”. Santi e Beati. http://www.santiebeati.it/dettaglio/29800. Läst 24 oktober 2017.